# Dirck Hals
Pour les articles homonymes, voir Hals.
Dirck Hals (Haarlem, baptisé le 19 mars 1591 – id., enterré le 17 mai 1656) est un peintre néerlandais des Provinces-unies du siècle d’or. Frère cadet de Frans Hals, il a surtout réalisé des scènes de genre.

## Biographie
Dirck Hals est né le 19 mars 1591 à Haarlem. Il est le troisième fils de Franchoys Fransz. Hals, originaire de Malines, et de sa femme Adriaentgen Van Geertenryck, d’Anvers. Les deux premiers fils du couple, Frans et Joost, seront peintres eux aussi. Si Frans est de loin le plus connu des trois, au sujet de Joost on ne sait guère de choses hormis le fait qu’il est signalé comme peintre.
La famille Hals émigre aux Pays-Bas après qu’Anvers est tombé aux mains du duc de Parme en août 1585. Le document relatif au baptême de Dirck Hals à l’Église réformée de Haarlem constitue en fait le premier témoignage de leur déménagement. C'est Frans Hals, son frère plus âgé d'une dizaine d'années, inscrit dans la guilde de Saint-Luc de Haarlem dès 1610, qui donne à Dirck ses premières leçons de peinture ; celui-ci sera aussi particulièrement influencé par les œuvres des peintres Esaias Van de Velde et Willem Pietersz. Buytewech.
Dirck Hals passe la plus grande partie de sa vie dans sa ville natale. Au début de sa carrière, son parcours est presque identique à celui de son frère aîné : de 1618 à 1624, il sert dans la deuxième compagnie de la milice de Saint-Georges, dont Frans Hals faisait partie depuis 1612 et, durant la même période à peu près, de 1618 à 1626, il est membre de la chambre de rhétorique De Wijngaertranken (« Les Sarments de vigne »), que Frans Hals avait lui aussi fréquentée.
En 1620 ou 1621, il épouse Agneta Jansdr. Le couple aura sept enfants de 1621 à 1635 ; le seul garçon parmi eux, Antonie (1621-1691), deviendra portraitiste et peintre de genre, et sera actif à Amsterdam. C'est en 1627 seulement, que Dirck Hals est admis comme membre de la guilde de Saint-Luc. 
Durant les années 1641-1642 et 1648-1649, il vit à Leyde, où il loue une maison. Un peu avant, il avait rencontré le peintre et marchand d’art Pieter van den Bosch (1613-1663).
Dirck Hals meurt le 17 mai 1656 à Haarlem et est enterré dans la Begijnhofkerk (l’« Église du Béguinage ») . Déjà de son vivant, il avait été reconnu comme un artiste confirmé.

## Œuvres
Les œuvres de Dirck Hals sont notamment représentées au Musée du Louvre à Paris, à la National Gallery de Londres, au  Rijksmuseum d’Amsterdam et au Frans Hals Museum de Haarlem.
- Joyeuse compagnie dans un jardin, 1621, huile sur chêne, 34 × 61 cm, Musée des beaux-arts de Budapest[6]
- Fête champêtre, 1627, huile sur panneau de bois, 78 × 136 cm, Rijksmuseum, Amsterdam[7]
- Réunion de fumeurs près d'une cheminée, 1628, panneau de chêne, 31 × 42 cm, Collection privée, vente Piasa 2003[8]
- Scène Galante, huile sur chêne, 40 × 55,5 cm, Musée des Beaux-Arts de Carcassonne[9]
- Joyeuse compagnie, huile sur chêne, 59 × 83 cm, Musée des beaux-arts de Budapest[10]

"
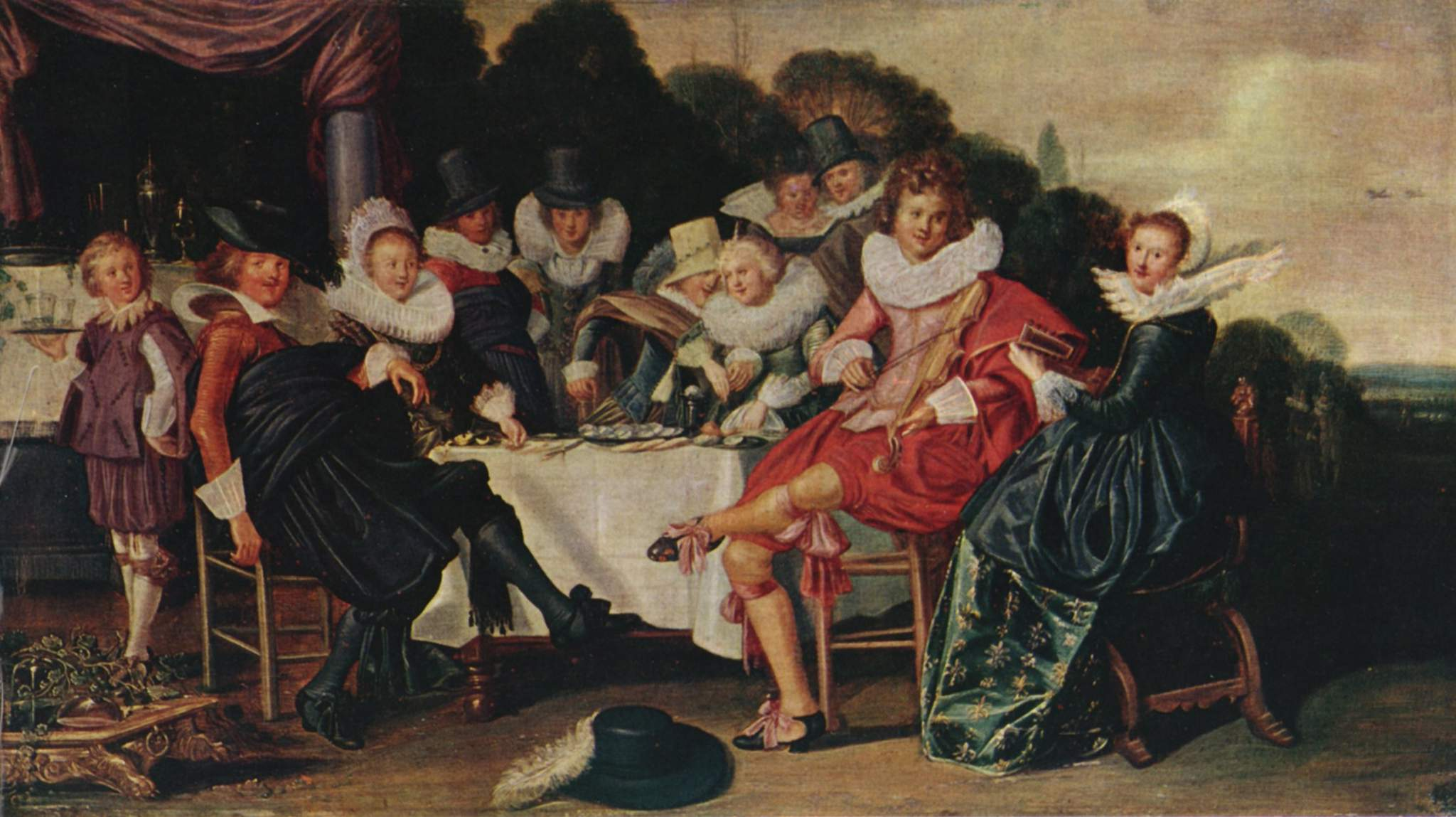
Compagnie s’enivrant en plein air, 1621, Budapest
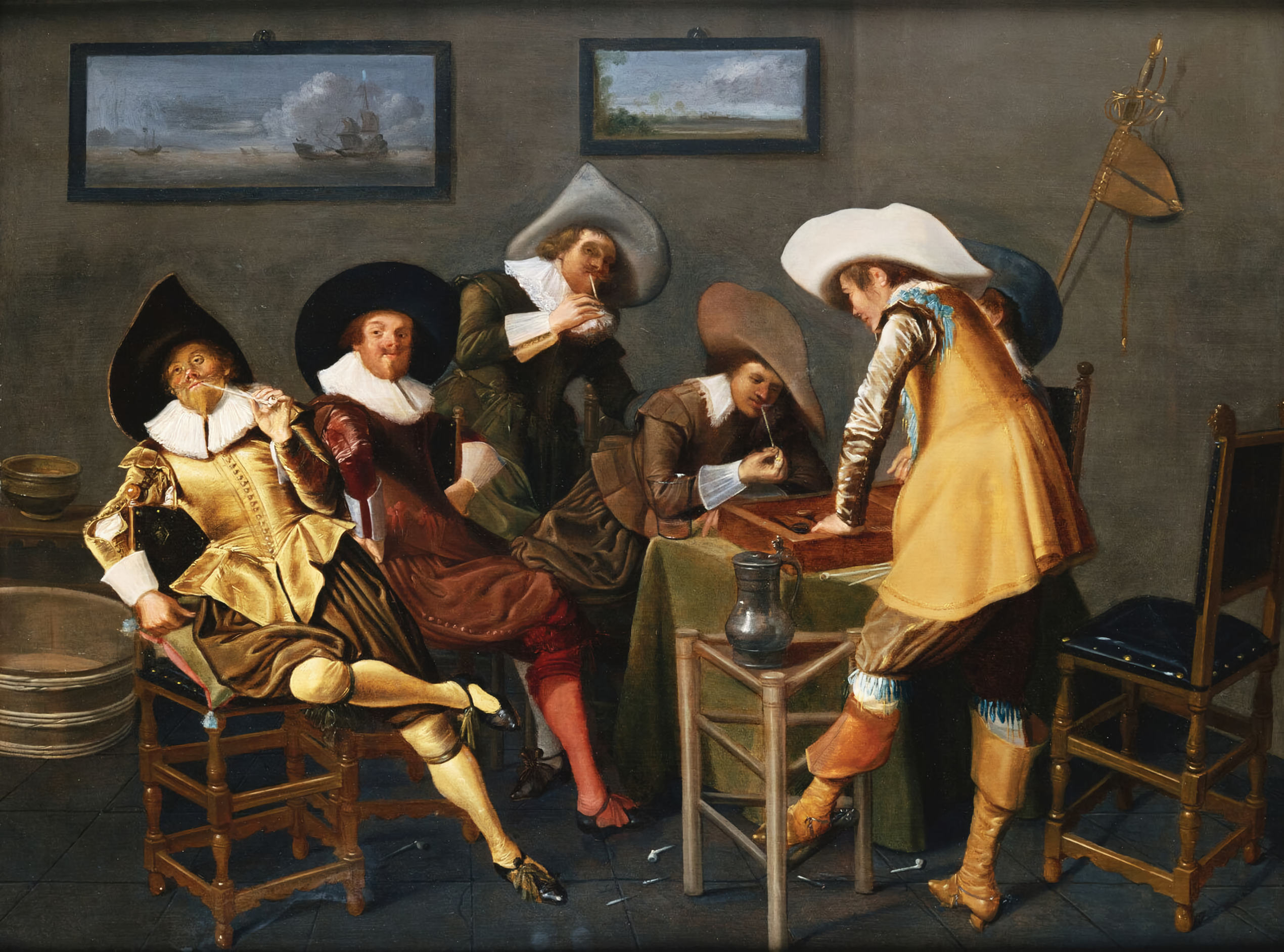
Gentilshommes fumant et jouant au backgammon dans une taverne, 1627
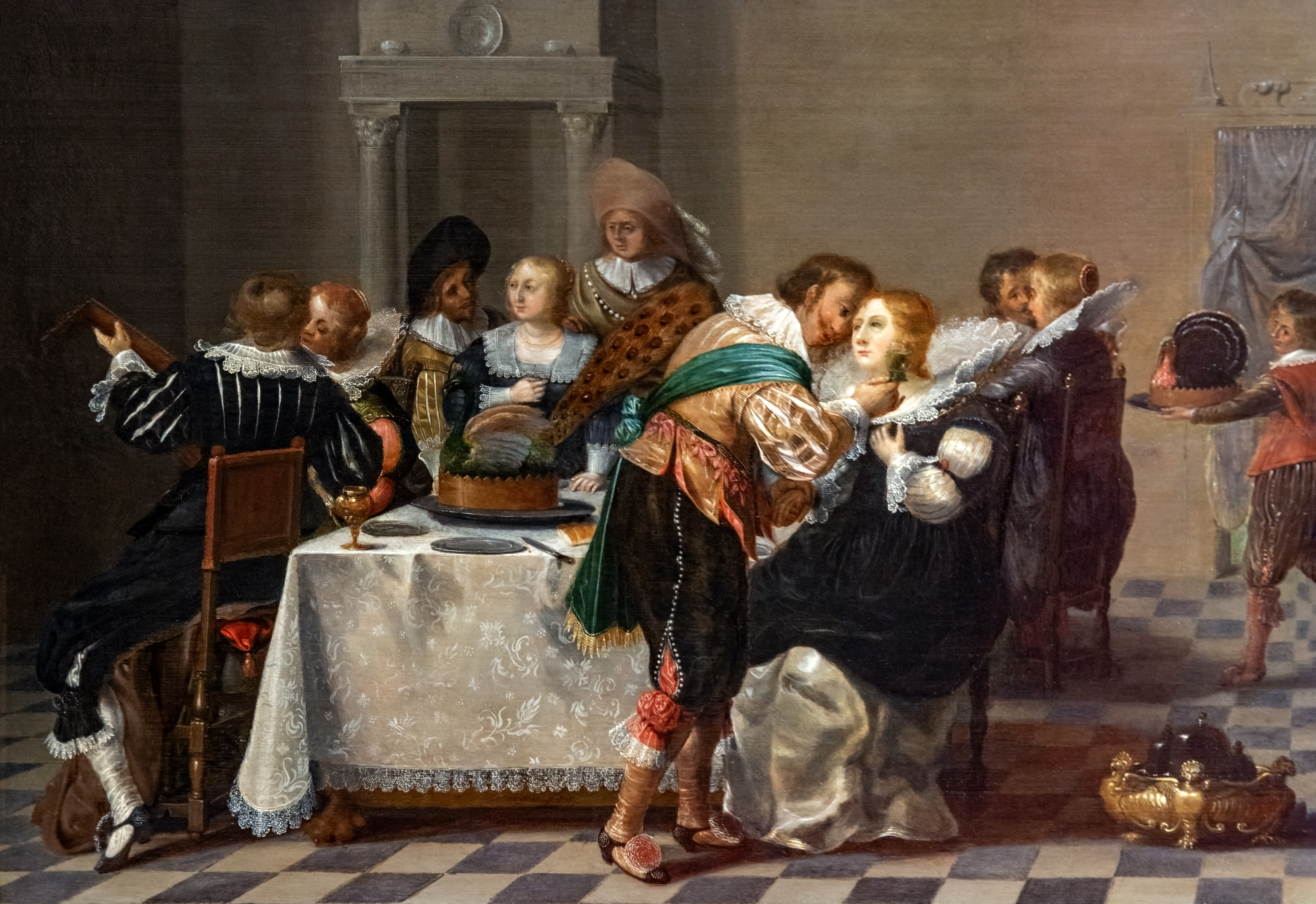
Scène Galante Musée des Beaux-Arts de Carcassonne
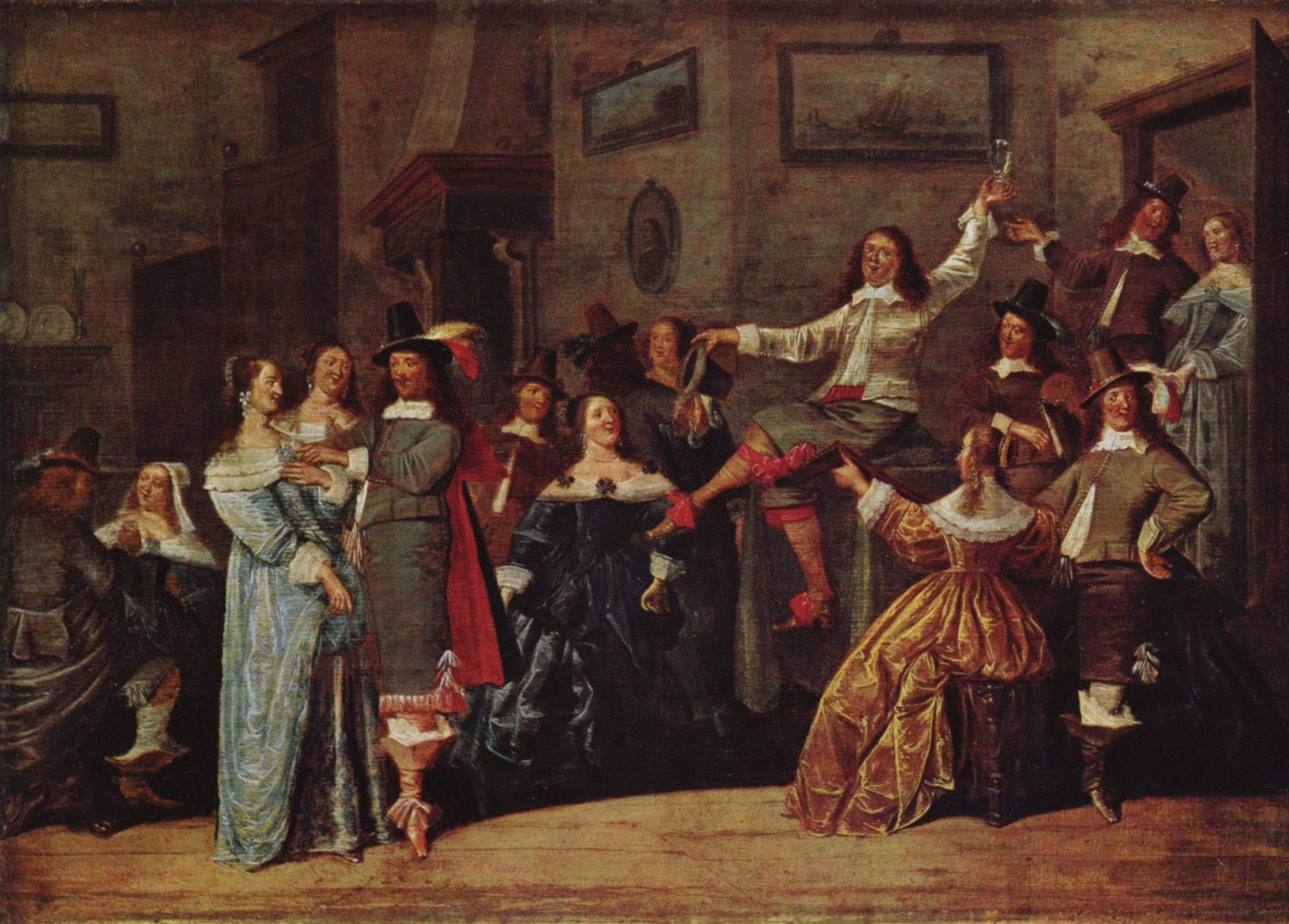
Joyeuse Compagnie, Budapest